# Baeonoma euphanes
Baeonoma euphanes är en fjärilsart som beskrevs av Edward Meyrick 1916. Baeonoma euphanes ingår i släktet Baeonoma och familjen plattmalar. Inga underarter finns listade i Catalogue of Life.